# Rismethus
Rismethus is een geslacht van kevers uit de familie  
kniptorren (Elateridae).
Het geslacht is voor het eerst wetenschappelijk beschreven in 1947 door Fleutiaux.

## Soorten
Het geslacht omvat de volgende soorten:
- Rismethus apicalis (Candèze, 1857)
- Rismethus diodesmoides (Motschulsky, 1861)
- Rismethus echinus Hayek, 1979
- Rismethus erinaceus (Candèze, 1874)
- Rismethus longicollis (Candèze, 1897)
- Rismethus lotharensis (Ôhira & Becker, 1973)
- Rismethus minusculus (Candèze, 1874)
- Rismethus mocquierysi (Fleutiaux, 1899)
- Rismethus nepalensis (Ôhira & Becker, 1973)
- Rismethus nigritulus (Candèze, 1893)
- Rismethus oceanicus (Van Zwaluwenburg, 1945)
- Rismethus perraudierei (Fleutiaux, 1889)
- Rismethus pistrinarius (Candèze, 1857)
- Rismethus ryukyuensis Ôhira, 1999
- Rismethus sarawakensis (Ôhira, 1973)
- Rismethus scobinula (Candèze, 1857)
- Rismethus somalicus Chassain, 2001
- Rismethus squamiger (Champion, 1894)